# 高島象山
高島 象山（たかしま しょうざん、1886年7月10日 - 1959年11月25日）は日本の易者。旧姓は牧。

## 経歴
農婦牧つまよの私生児として岡山県に生まれる。1932年、高島易断で知られた高島嘉右衛門の後継者を称し、姓を高島と改め、易断に邁進。神田駅前に「高島易断総本部」を創設。
独自の「科学予言」なるものを提唱する。易断界の大御所にのし上がり、占いに関する著書も執筆する。千代田区議の経験もある。
「だまって座ればピタリとあたる」のキャッチフレーズは象山が使っていたもの。
1959年11月24日、総本部の待合室にて神経症を患った青年が包丁にて象山と長男崋象を刺傷。象山は翌日早朝に死去した。自分の運命を占うことができなかったことで、易断界に批判など波紋が広がった。墓所は多磨霊園(4-1-55)

## 著作
- 『数理観相学 科学予言』（科学予言総本部、1930年）
- 『運命と結婚 科学予言』(高島派易断総本部、1936年)
- 『手相全書 初等科教科書』(高島派易断総本部、1938年)
- 『科学予言人相運命学』(星紀書肆、1954年)
- 『人相運命学』(星紀書房、1954年)
- 『科学学芸人相運命学』(星紀書肆、1954年)
- 『運勢大事典』(住吉書店、1955年)